# Birżebbuġa

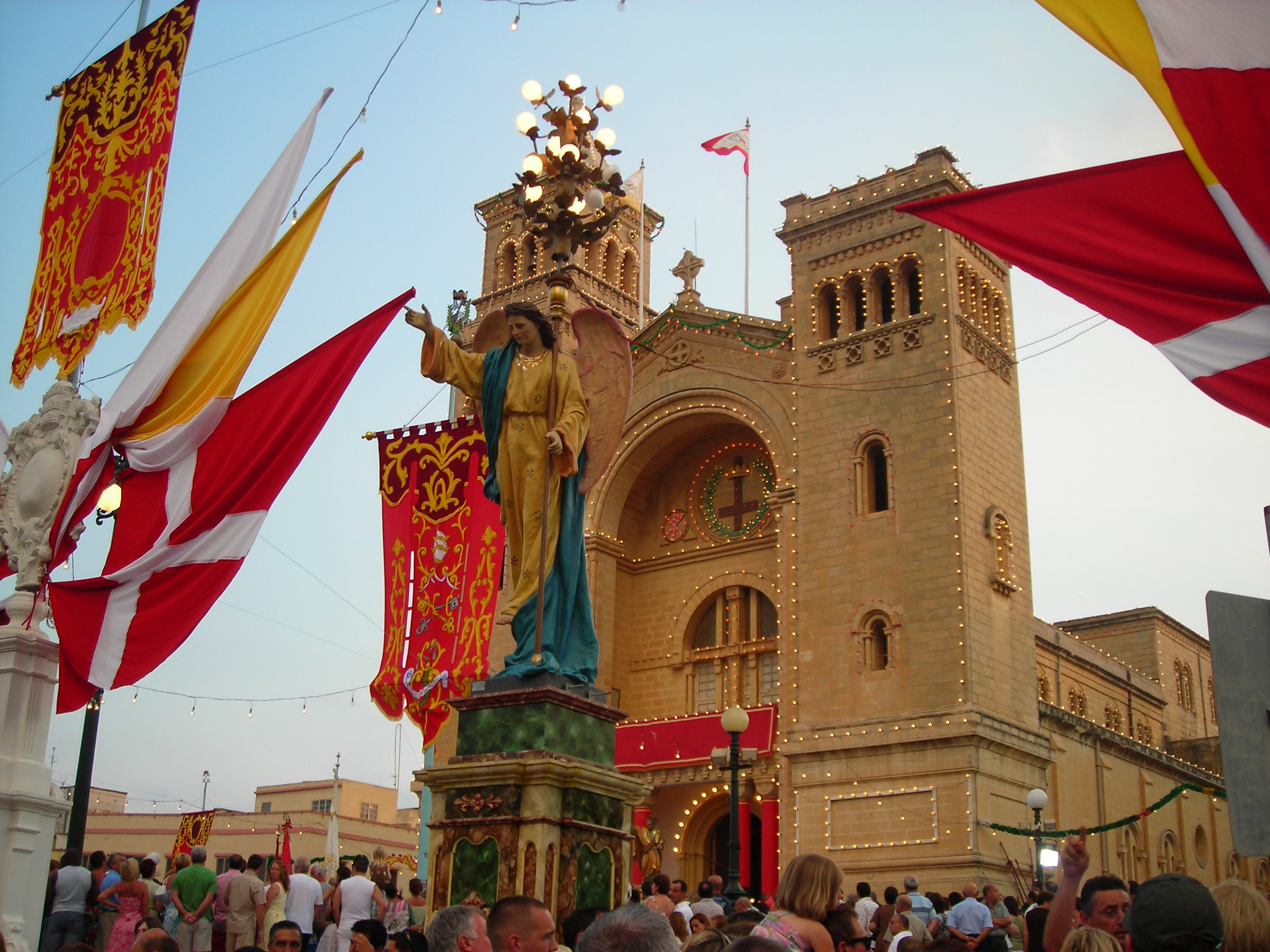
Biserica Sf. Petru din Birżebbuġa

Birżebbuġa este un oraș situat în partea de sud a Maltei, cu o populație de cca 8000 de locuitori. În limba malteză Birżebbuġa înseamnă „locul măslinelor”. Orașul este cunoscut pentru fosilele datînd din era glaciară descoperite în peștera Ghar Dalam din apropiere.